# アルバニア空軍
アルバニア空軍（アルバニアくうぐん、アルバニア語: Forca Ajrore e Republikës së Shqipërisë）は、アルバニアの空軍であり、アルバニア軍を構成する三軍の一つである。

## 歴史

### アルバニア王国時代

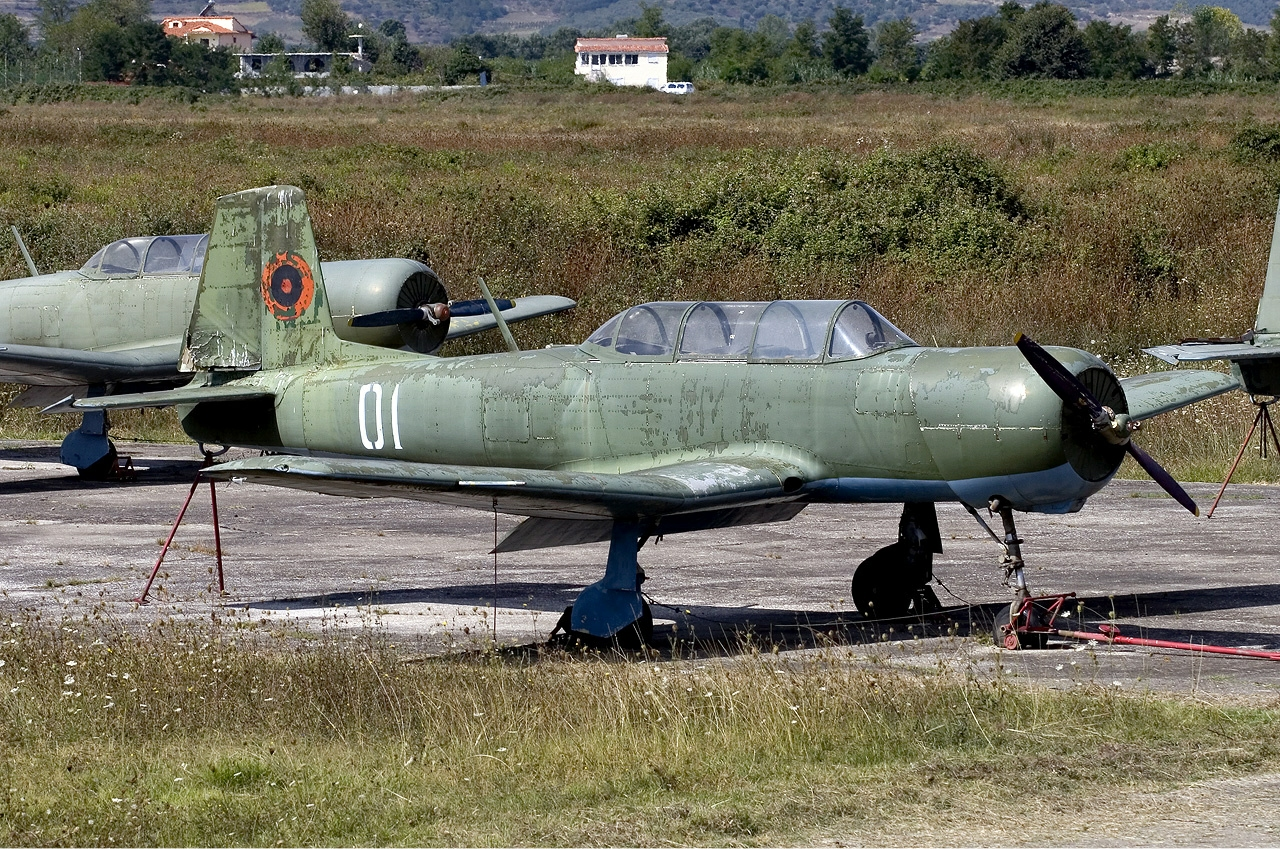
アルバニア空軍のPT-6

1914年、アルバニア政府は空軍を編成するため、オーストリアに3機のローナー・ダイムラー機を発注した。第一次世界大戦の勃発のためこの発注はキャンセルされ、1920年代から1930年代にかけてアルバニアには空軍の編成に着手するための資源がなかった。1928年にアルバニア王国が成立した後、アルバニア王立陸軍の指揮下にアルバニア王立航空隊が設立された。イタリアのアルバニア侵攻により、これらの組織は解体された。

### アルバニア社会主義人民共和国時代

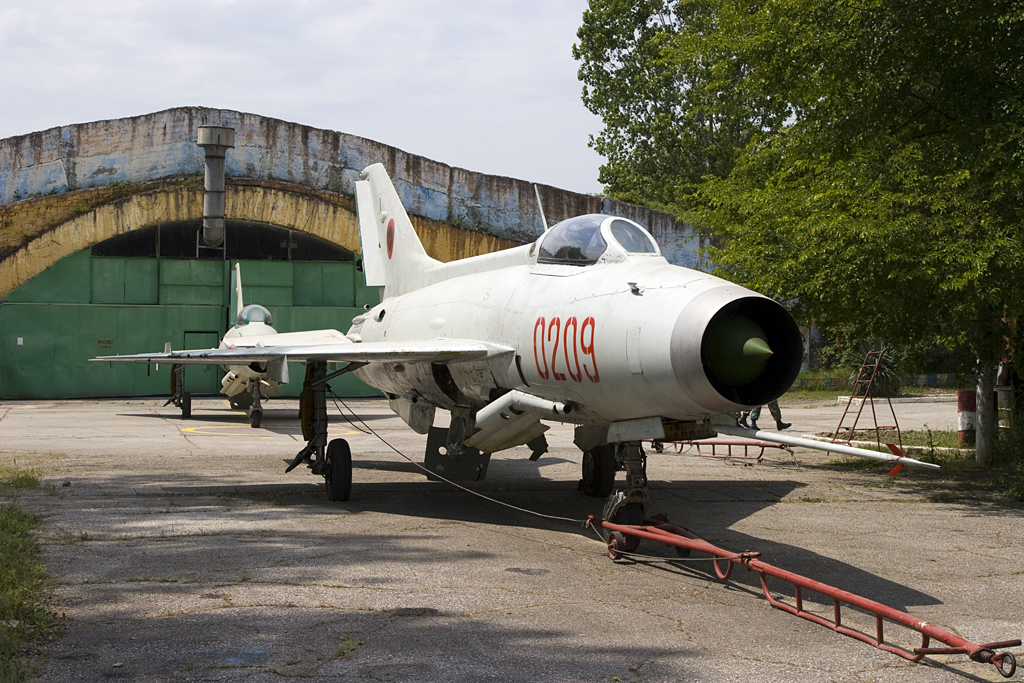
ティラナ国際空港の格納庫外に駐機するJ-7

第二次世界大戦の後、1951年にようやくアルバニア空軍が設立された。アルバニア空軍は主としてソ連製航空機を装備し.、最初の飛行隊はYak-9を装備していた。1955年にはMiG-15を、続いてMiG-17を装備した。このMiG-17の一部は、北朝鮮空軍で使用された機体であった。MiG-19はアルバニア空軍の主力機となった。1959年10月、ソ連から19機のMiG-19PMが納入され、同年にパイロットと技術者が訓練を受けるためにソ連に派遣された。1962年にはヴロラに空軍士官学校が設立された.。
1962年にアルバニアがソ連と断交すると、空軍はソ連製機体の維持のための資源を中国から得るようになった。ソ連との関係悪化の後、空軍は中国から相当数のJ-6を獲得した。1970年代初頭には、大量のMiG-19PMをJ-7と交換した。
1970年代から80年代にかけて、アルバニア空軍は142機のJ-6C、12機のJ-7A、MiG-17を装備した飛行隊、相当数のMiG-15、4機のIl-14輸送機で構成されていた。ティラナにはY-5の飛行隊が配備され、ヴロラの士官学校には訓練用のYak-18の飛行隊が2個配備されていた。ヘリコプター部隊では、ティラナにZ-518機が配備され、リナスにはH-5の試作機1機が配備されていた。
アルバニアと中国の関係悪化に伴い、これらの東側製機体の整備は困難を極めるようになり、ミグ製機体による死亡事故が増加した。技術者たちの努力が実りエンジンの修理には成功したものの、特殊なジェット燃料の不足により当局は現地生産をせざるを得なかった。1961年にはクチョヴァ工場が特殊なジェット燃料（TSIと呼ばれるケロシンの誘導体）の生産に成功したものの、結局低品質の燃料を精製することしかできなかった。この燃料がエンジンの寿命を縮め、いくつかの死亡事故の原因となったと非難されている。1955年から2005年までに35人のパイロットが命を落としたが、その大半の原因はミグ機の機械的故障であった。

### 近況
1990年にアルバニアの共産主義政権が倒れたとき、空軍は200機のジェット機と4機のIl-14輸送機、40機のヘリコプターを保有していた。1990年代初頭、7594連隊は4594航空連隊に改組され、J-5やY-5で構成された2個飛行隊を保有していたようである 。1997年アルバニア暴動の際、空軍機7機が破壊され、部品が盗まれた。90年代初頭、機体を維持するためにブルガリアから予備部品を、東ドイツからはエンジンの提供を受けていた。2004年までは、空軍は未だ117機のJ-6C（殆どは稼働していなかった）と4機のJ-7Aを装備していた。アルバニア空軍の戦闘機は、ティラナのマザー・テレサ空港からの離陸中にJ-6Cが墜落した後、2004年末までに全機が退役した。

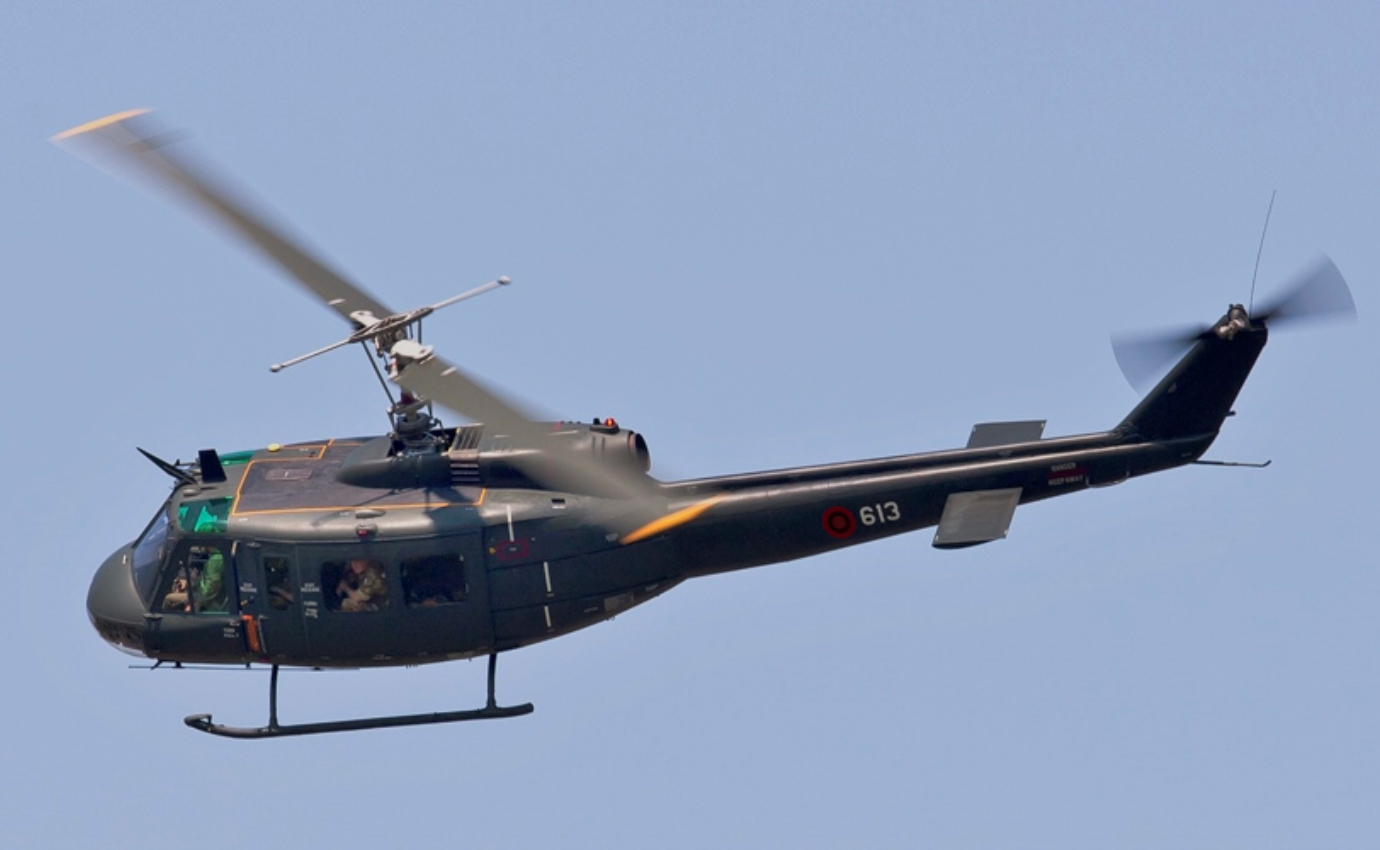
アルバニア空軍のAB-205A-1

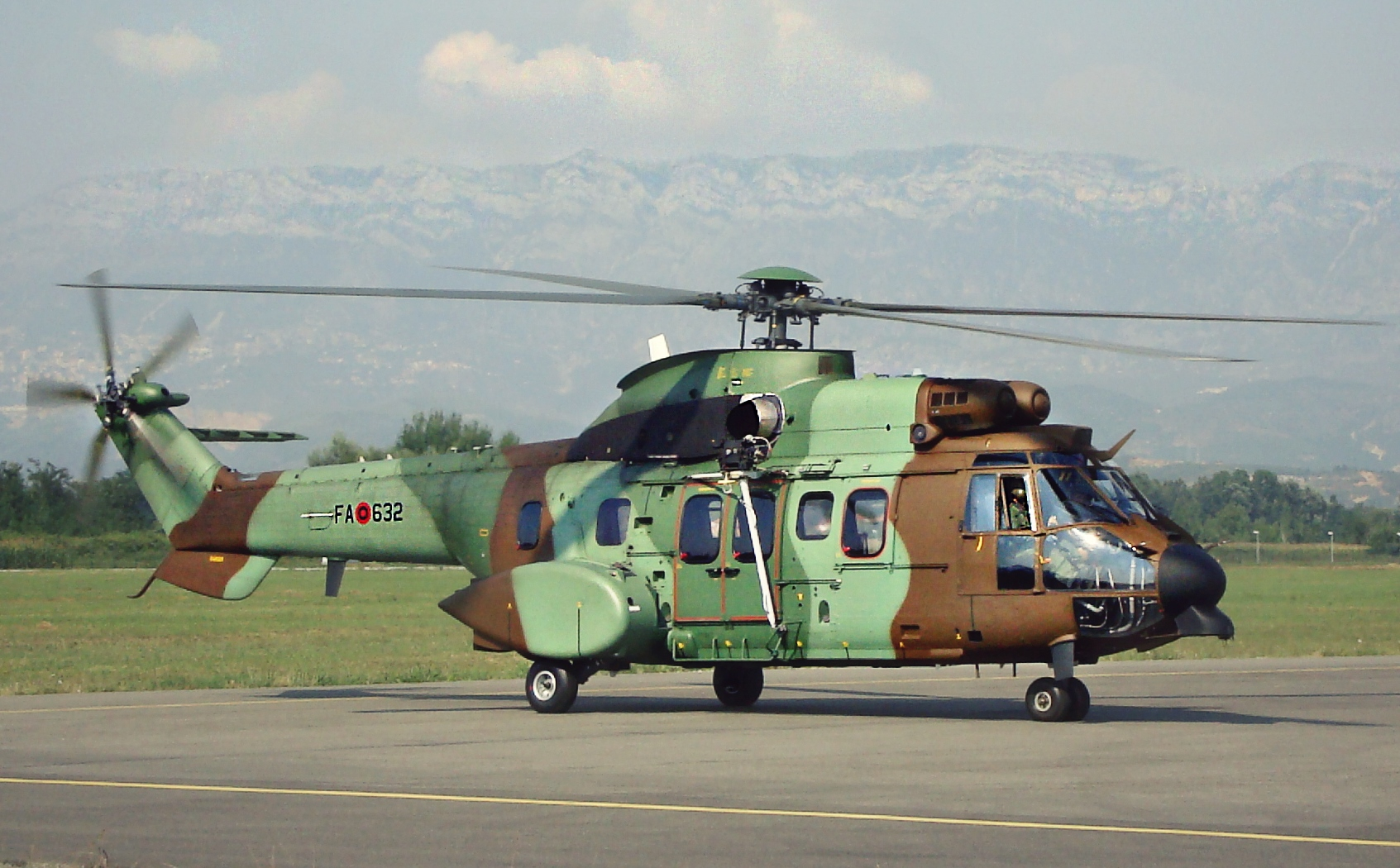
アルバニア空軍のAS532

2006年までに、空軍は保有するZ-5の半数を廃棄し、6機のBo105の納入契約を締結した。これにより、空軍は空軍は4機のY-5、7機のベル206、3機のベル205、6機のBo105で運用できるようになった。2011年位は9機のY-5が退役し、4機のIl-14がスクラップとして売却された。
2016年、アルバニアの退役軍用機40機が、競売にかけられることになった。売却される航空機には、Yak-18、MiG-15、MiG-17、MiG-19、MiG-21、4機のMi-4が含まれる。政府は、コレクターや博物館からの関心があり、オークションが成功すればさらに100機のジェット機を売却すると述べた。得られた資金は空軍のさらなる近代化に使われる。

## 装備

### 航空機
| 航空機           | 生産国       | 機種         | タイプ       | 保有数       | 備考                                                     |
| ヘリコプター     | ヘリコプター | ヘリコプター | ヘリコプター | ヘリコプター | ヘリコプター                                             |
| ---------------- | ------------ | ------------ | ------------ | ------------ | -------------------------------------------------------- |
| ベル 206         | イタリア     | 汎用ヘリ     |              | 5            |                                                          |
| ベル 205         | イタリア     | 汎用ヘリ     |              | 3            | アグスタウェストランドによるライセンス生産               |
| Bo 105           | ドイツ       | 汎用ヘリ     |              | 4            |                                                          |
| UH-60            | アメリカ     | 連絡機       |              | 2            |                                                          |
| EC 145           | フランス     | 連絡機       |              | 2            |                                                          |
| AS 532           | フランス     | 連絡機       |              | 4            |                                                          |
| AW 109           | イタリア     | 汎用ヘリ     |              | 1            |                                                          |
| 無人航空機       |              |              |              |              |                                                          |
| RQ-20            | アメリカ     | UAV          |              | 6            |                                                          |
| バイラクタル TB2 | トルコ       | UCAV         |              | 3            | 無人航空機地上管制ステーションはクコヴァ航空基地にある。 |

### レーダー
2020年11月現在、アルバニア空軍はロッキード・マーティンを通じてアメリカが出資したAN/FPS-117を運用している。
2025年6月、タレス社のグランドマスター400アルファ（GM400α）対空レーダー1基を発注し、2026年8月までに納入予定であることが公表された。

## 組織
空軍総司令部はティラナにある。空軍は3つの基地を保有している。ティラナ基地にはNATOの防空システムに報告を行う国家管制報告センターがあり、ラプラカ航空基地には政府専用機がある。

### 組織構成
- 司令部 - ティラナ[13][14]
  - ヘリコプター飛行隊 - ファルカ基地
  - 支援部隊 - クコヴァ航空基地
  - 航空監視センター - スペインのトレホン空軍基地にあるNATO統合防空システムに報告している。

## 階級

### 士官
| NATO階級コード | OF-1 | OF-1 | O-2  | O-3  | O-4  | O-5  | O-6  | O-7  | O-8  | O-9 | O-10 |  |
| -------------- | ---- | ---- | ---- | ---- | ---- | ---- | ---- | ---- | ---- | --- | ---- |  |
| 階級章         |      |      |      |      |      |      |      |      |      |     |      |  |
| 階級           | 少尉 | 中尉 | 大尉 | 少佐 | 中佐 | 大佐 | 准将 | 少将 | 中将 |     |      |  |

### 下士官兵
| 階級章 |         |         |         |         |        |      |          |          |      |
| 階級   | 航空兵Ⅰ | 航空兵Ⅱ | 航空兵Ⅲ | 航空兵Ⅳ | 上等兵 | 伍長 | 二等軍曹 | 一等軍曹 | 曹長 |

## 国籍マーク

アルバニア空軍国籍マーク (1946年–1992年)
(1946–1958)
(1958–1960)
(1960–1992)
(1960–1992)
フィンフラッシュ (1946–1960)